# ヴァーンベーリ・アールミン
ヴァーンベーリ・アールミン（ハンガリー語: Vámbéry Ármin、1832年3月19日 - 1913年9月15日）は、ハンガリーの旅行家で東洋学者。本名はバンベルゲル・アールミン Bamberger Ármin、あるいは「ヘルマン・バンベルガー」(ドイツ語: Hermann Bamberger)であったが、ハンガリー語化した姓を名乗りだした。英語版書籍では、アルミニウス（Arminius Vámbéry）とも記している。

## 経歴
1832年、チャッローケズ島 Csallóköz（ジトニー島）の都市、ドゥナセルダヘイ Dunaszerdahely （現：スロバキア・ドゥナイスカー・ストレダ Dunajská Streda）に生まれる。
青年時代にトルコへ渡り、イスタンブールに数年住む。当時のイスタンブールには1848年革命の結果オスマン帝国へ亡命したハンガリー人のコミュニティがあり、時にはその世話になりつつ、オスマン帝国の高官の子弟の家庭教師などをつとめて徐々にオスマン帝国での知己を増やしていったとされる。トルコ語やペルシア語はこの時期に学んだ。
1863年ダルヴィーシュ（托鉢的なイスラム教徒の修道者）に変装して東トルキスタンから訪れていた巡礼者やキャラバンに加わり、ペルシアを経由し、ブハラ、サマルカンド、カルシーを経て、ペルシアのマシュハドに帰る大旅行を行った。
1865年から1904年まで、ペシュト王立大学（現在のエトヴェシュ・ロラーンド大学）で東洋学教授をつとめる。ハンガリーの東洋学の本当の基礎が築かれたのは19世紀後半、主としてヴァーンベーリによってであった。
1896年、欧米視察旅行中であった徳富蘇峰とハンガリーで対談をしている。（蘇峰は「大江義塾」時代にすでにThe Coming Struggle for Indiaを入手し、熟読していた。）
ブダペシュトにて逝去。
小説家ブラム・ストーカーはヴァーンベーリと面識があり、ヴァーンベーリを著作『吸血鬼ドラキュラ』の登場人物エイブラハム・ヴァン・ヘルシングのモデルにしたとも言われる。

## 旅行

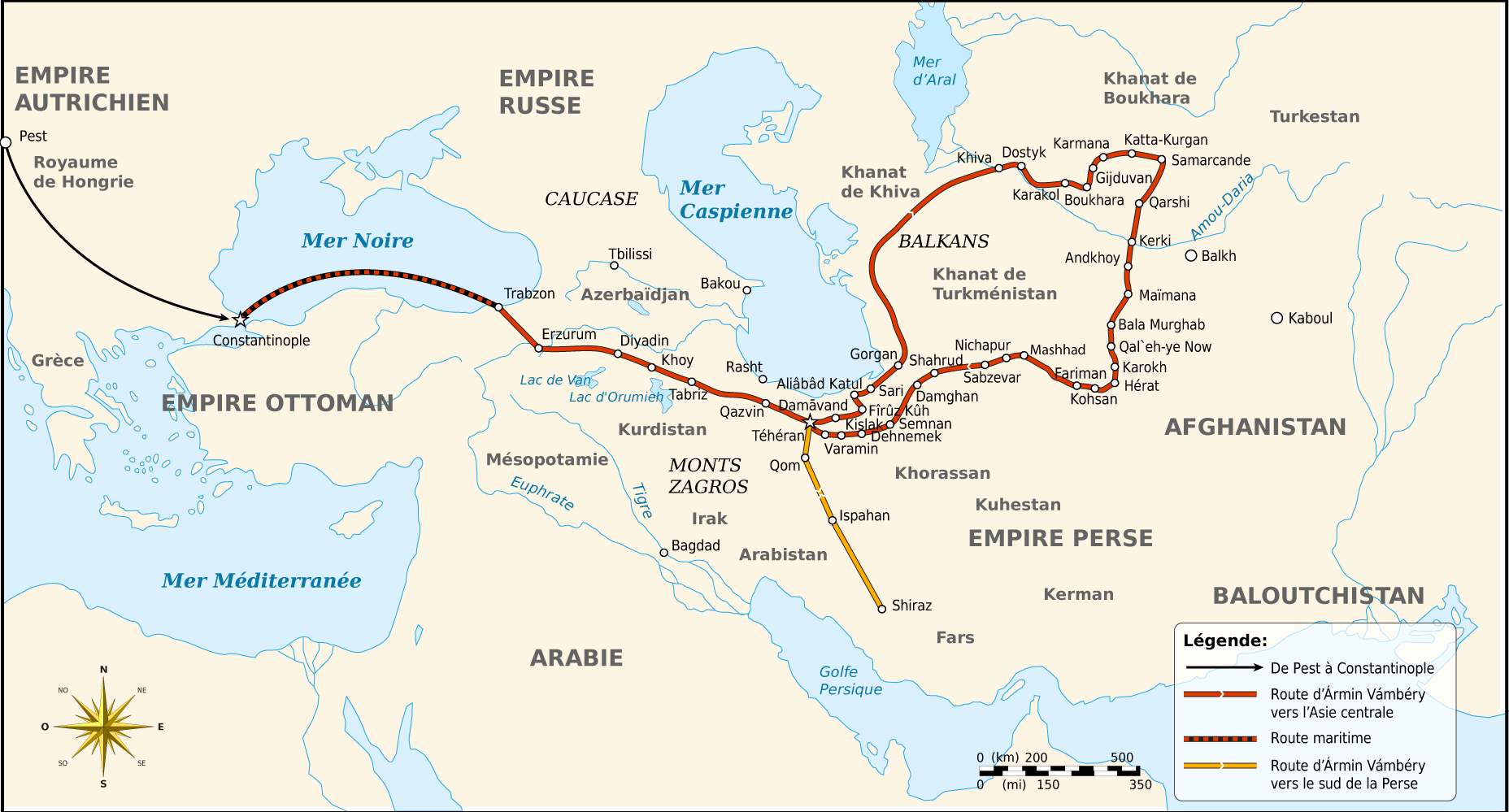
ヴァーンベーリの中央アジア旅行の地図

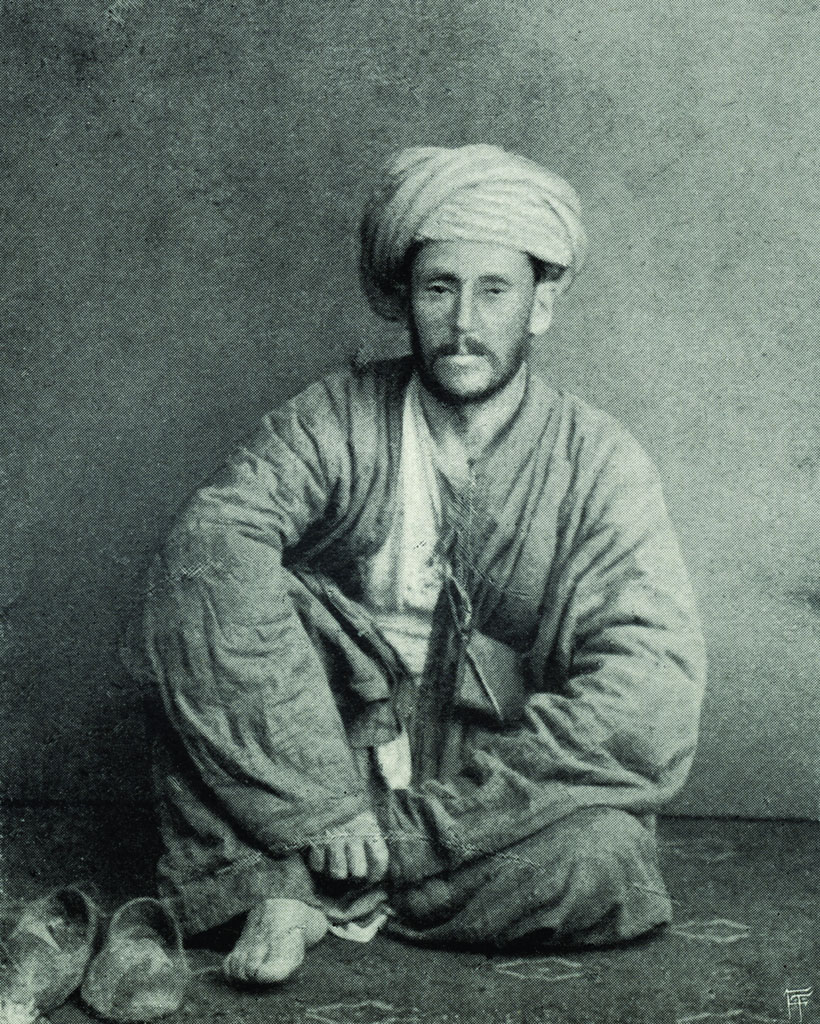
ダルヴィーシュ姿のヴァーンベーリ（レシット・エフェンディ）

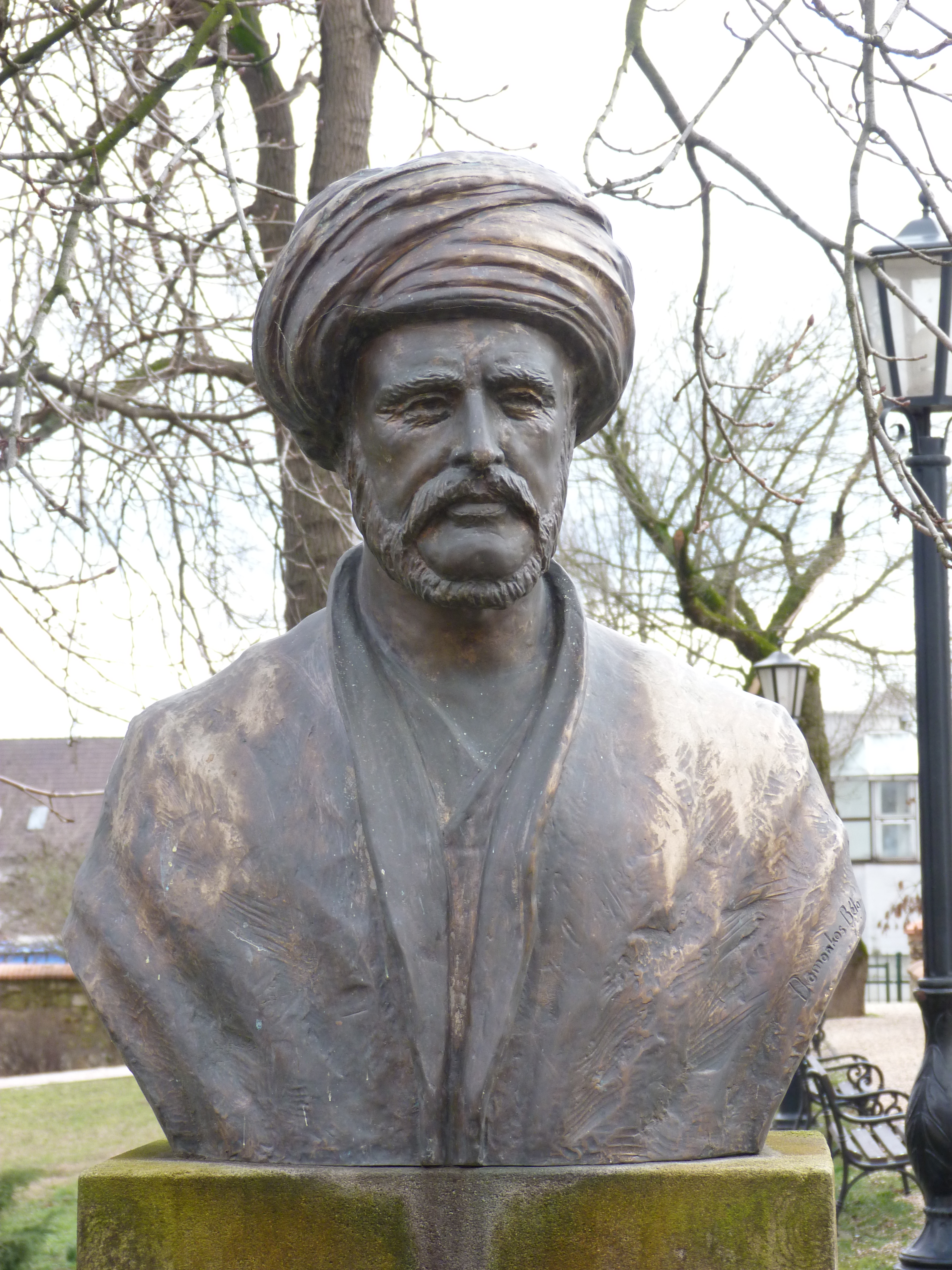
ハンガリー地理博物館のヴァーンベーリ・アールミン像

ヴァーンベーリは、トルコを含むオスマン帝国の文化と文学に特に惹かれた。20歳までに、ヴァーンベーリはトルコ語（オスマン語）を十分に学び、ジョセフ・エトヴェシュ男爵の支援を受けてイスタンブールに行き、ヨーロッパの言語を教える家庭教師としての地位を確立できた。 彼はフセイン・ダイム・パシャの家で家庭教師になり、彼の友人であり指導者でもあるであるアフメット・エフェンディの影響力によって、フアト・パシャの秘書を務める完全なオスマントルコ人になった。この頃、彼が行ったオスマン史家達からの翻訳が認められ、ハンガリー科学アカデミーのメンバーに選出された。
イスタンブールで約1年間過ごした後、1858年に独土辞典を出版した。その後、他にも様々な語学に関する本を出版した。彼はまた、20あまりの他のトルコ語と方言を学んだ。1861年にブダペストに戻り、アカデミーから1000フローリンの給付金を受け取り、同年の秋にはスンナ派のダルヴィーシュに変装して、レシット・エフェンディと名乗り、イスタンブールから旅に出た。彼の通ったルートは、黒海のトレビゾンドからペルシャのテヘランに行き、そこでメッカから戻ってきた巡礼者の一団に加わり、数ヶ月を費やしてイラン中部(タブリーズ、ザンジャーン、カズヴィーン)を旅した。その後、エスファハーンを経由してシーラーズまで行き、1863年6月にホラズム(中央アジア)に到着した。この間ずっと「ダルヴィーシュのレシット・エフェンディ」のままで通し、ヒヴァ・ハン国に到着すると、カーン・サイイド・ムハンマドとの会見にも成功した。旅行者の一団と一緒に、ブハラを通過してサマルカンドに到着した。当初、彼は地元の支配者に身元を疑われ、1時間半の間、謁見は続いた。ヴァーンベーリは何とか偽装を維持して、贈り物を渡して解放された。サマルカンドを出ると、イスタンブールに戻りはじめた。ヘラートまで南に旅して、そこでダルヴィーシュの一団を離れて、テヘランに向かうキャラバンに加わった。そこからトレビゾンドとエルズルムを経由して、1864年3月にイスタンブールに到着した。
これは、近代のヨーロッパ人によって行われたものとしては、最初に成功したその種の旅行だった。旅行中、周囲の疑いを避ける必要があったので、ヴァーンベーリは秘密裏に記録したものを除けば、断片的なメモさえとれなかった。長く危険な旅の後、1864年5月にブダペストに戻った。その後、ロンドンに行き、旅行記を英語で出版する準備をした。「中央アジアの旅 Travels in Central Asia」とそのハンガリー語版 Közép-ázsiai utazás は1865年に出版された。これによって、ヴァーンベーリは国際的に著名な作家にして名士となった。彼はイギリス社会のエリートたちとの交流を持った。ロンドン駐在オーストリア大使は彼に皇帝への推薦状を与えた。皇帝は彼と謁見した上で、王立ペシュト大学の教授職を与えることで、ヴァーンベーリの国際的な成功に報いた。

## 著作、出版
※各・旅行記は、ロシア進出以前の西トルキスタンの模様を如実に伝える史料となっている
- "Deutsch-Türkisches Taschenwörterbuch" 「ドイツ語＝トルコ語ポケット辞典」 (Constantinople, 1858)
- "Abuska", a Turkish-Chagatai dictionary (Budapest, 1861)
- "Közép-ázsiai utazás"（1865）[12] / "Reise in Mittelasien" 「中央アジアの旅」 （ライプツィヒ 1865年、2版目は1873年）
  - 訳書『中央アジアの冒険』岩村忍訳、やしま書房、1962年。NCID BA38120188 ／原本："Travels in Central Asia"[13] （ロンドン 1864年）[14]
- "Cagataische Sprachstudien" (ib. 1867)
- "Meine Wanderungen und Erlebnisse in Persien" 「わがペルシア旅行と体験[1]」(ib. 1867)
- "Skizzen aus Mittelasien" (ib. 1868)
- "Uigurische Sprachmonumente und das Kudatku-Bilik" (Innsbruck, 1870)
- "Uigurisch-Türkische Wortvergleichungen" (Budapest, 1870)
- "Geschichte Bocharas" (2 vols., Stuttgart, 1872)
- "Der Islam im Neunzehnten Jahrhundert"(Leipsic, 1875)
- "Sittenbilder aus dem Morgenlande" (Berlin, 1876) / "Keleti életképek"（ハンガリー語）  (Budapest, 1876)
- "Etymologisches Wörterbuch der Turkotatarischen Sprachen" (Leipsic, 1878)
- "Die Primitive Cultur des Turkotatarischen Volkes" (ib. 1879)
- "A magyarok eredete" / "Der Ursprung der Magyaren" 「マジャル人の起源」[15] （ib. 1882年）
- "Das Türkenvolk" (ib. 1885)
- "Die Scheïbaniade, ein Oezbegisches Heldengedicht", text and translation (Budapest, 1885)
- "Story of Hungary" (London, 1887)
- "A Magyarság Keletkezése és Gyarapodása" (Budapest, 1895)
- "Travels and Adventures of the Turkish Admiral Sidi Ali Reis in India, Afghanistan, Central Asia, and Persia During the Years 1553-1556", a translation from the Turkish (ib. 1899)
- "Alt-Osmanische Sprachstudien" (Leyden, 1901).

※政治に関する著書
- "Russlands Machtstellung in Asien" (Leipsic, 1871)
- "Zentralasien und die Englisch-Russische Grenzfrage" (ib. 1873)
- "The Coming Struggle for India" (London, 1885)[16]

※自伝
- "Arminius Vámbéry, His Life and Adventures" (ロンドン 1884年, 1889年) [17]
  - 訳書『ペルシア放浪記：托鉢僧に身をやつして』小林高四郎・杉本正年 訳、平凡社〈東洋文庫〉、2003年（原著1965年）。 NCID BN03165716。[1]
- "The story of my struggles：the memoirs of Arminius Vambéry" 「わが闘争の歴史」[1] (ロンドン 1904年) [18]
  - 増補版[3] "Küzdelmeim"「わが闘争」（ハンガリー語）[11]（Budapest, 1905年）